# Melaloncha fuscipalpis
Melaloncha fuscipalpis är en tvåvingeart som beskrevs av Brown 2006. Melaloncha fuscipalpis ingår i släktet Melaloncha och familjen puckelflugor.
Artens utbredningsområde är Peru. Inga underarter finns listade i Catalogue of Life.